# 皇冠悉尼
皇冠悉尼（英語：Crown Sydney），又名巴蘭加魯一號（英語：One Barangaroo），位於澳大利亞悉尼巴蘭加魯，樓高271.3（890英尺），共75層，是現時悉尼最高，亦是全澳大利亞第四高摩天大樓。建築工程於2016年10月開始，於2020年3月封頂，並於2020年12月竣工。

## 外部連結
- Official site （页面存档备份，存于）
- Building at The Skyscraper Center database （页面存档备份，存于）
- Crown Casino: allegations of criminal acts （页面存档备份，存于）